# Feng Zhe
Feng Zhe (chino simplificado: 冯 喆, chino tradicional: 冯 喆, pinyin: Feng Zhe, nacido el 19 de noviembre de 1987 en Sichuán) es un gimnasta chino. Fue campeón mundial de gimnasia en 2010 —en la prueba de paralelas y concurso por equipos— y obtuvo la medalla de oro en los Juegos Olímpicos de Londres 2012 en barras paralelas y en el concurso completo por equipos.

## Palmarés

### Campeonatos mundiales
- Londres 2009 : medalla de plata en barras paralelas.

- Rotterdam 2010: Medalla de oro en equipos y barras paralelas, séptimo lugar en barra fija.

### Juegos asiáticos
- Guangzhou 2010: medalla de oro en equipo y barras paralelas y medalla de plata en salto de potro.

### Juegos Olímpicos Londres 2012
- Londres 2012: medalla de oro por equipos y barras paralelas